# Antony Pitts
Antony Pitts est un chef d'orchestre britannique né à Farnborough le 24 mars 1969.
Il est fondateur et directeur musical de l'ensemble vocal Tonus Peregrinus.

## Discographie sélective
- Passio d'Arvo Pärt avec Tonus Peregrinus chez Naxos, 2003.